# Fantasy Ride
Fantasy Ride (с англ. — «Фантастическая поездка») — третий студийный альбом американской певицы Сиары, выпущенный 3 мая 2009 года на лейблах RCA Records и LaFace Records. Диск записывался с 2008 по 2009 годы. Исполнительным продюсером пластинки, помимо самой певицы, выступил Марк Питтс. Над альбомом также работали такие продюсеры, как Блэк Элвис, Бенни Бланко, Blade, Джаспер Кэмерон, The Clutch, Родни Джеркинс, Danja, Dr. Luke, Джейсон Невис, Джим Бинз, Los da Mystro, Ни-Йо, Осиначи Нванери, Polow da Don, Териус Нэш, Трики Стюарт, Джастин Тимберлейк. Помимо сольных песен Сиары, в пластинку вошли её дуэты с Джастином Тимберлейком, Ludacris, Крисом Брауном, Young Jeezy, The-Dream, Мисси Эллиотт.
Аналогично предыдущим пластинкам певицы, песни Fantasy Ride выдержаны в жанрах R&B и хип-хоп. В них также сочетаются элементы танцевальной и поп-музыки. Fantasy Ride получил смешанные отзывы критиков, некоторые из которых высоко оценили медленные композиции, клубные треки и вокальное исполнение Сиары. Об альбоме отзывались, как о «звучной сексуальной песне», «наиболее гладкой „поездке“ Сиары». Однако другие критики сочли альбом неудачным, говоря, что «Сиара осталась практически незамеченной».
Из альбома было выпущено три коммерчески успешных сингла: «Never Ever», совместно с Young Jeezy, попавший в десятку лучших R&B-синглов США, мировой хит «Love Sex Magic», записанный совместно с Джастином Тимберлейком, и «Work» при участии Мисси Эллиотт, достигший 60 строчки в международных чартах. Из альбома также был выпущен американский радиосингл «Like a Surgeon». Компиляция под названием Fantasy Ride: Mini Collection была выпущена в конце июля.

## История создания
В декабре 2006 года Сиара выпустила второй студийный альбом Ciara: The Evolution. Пластинка была коммерчески успешной: ей удалось закрепиться на вершине хит-парадов Billboard 200 и Top R&B/Hip-Hop Albums и получить платиновый статус. Альбом получил положительные отзывы критиков. В поддержку диска певица отправилась в свой первый гастрольный тур Ciara: Live in Concert, который проходил по городам Северной Америки.
В начале 2008 года Сиара начала работу над своим третьим студийным альбомом. По данным MTV News, она приступила к записи диска весной 2008 года. Исполнительным продюсером пластинки, помимо певицы, выступил Марк Питтс, один из руководителей лейбла Jive. В одном из концертных интервью Сиара рассказала, что работает над двумя треками для будущего диска с Джастином Тимберлейком и его продюсерской командой The Y’s. В июле 2008 года музыкальный сайт Rap-Up сообщил, что Сиара работает над новой пластинкой с Родни «Darkchild» Джеркинсом, T-Pain и Лил Джоном. В записи альбома также принимали участие Danja, Polow Da Don, Трики Стюарт, Джаспер Кэмерон и The-Dream.
По словам певицы, она хотела, чтобы её третий альбом «позволил фанатам отправиться в музыкальное путешествие». В одном из интервью она также рассказала, что раньше гораздо серьёзнее подходила к написанию текстов песен и боялась экспериментировать, но при работе над Fantasy Ride она не стала «сдерживаться» и почувствовала «свободу». По мнению певицы, этот альбом получился более эклектичным по сравнению с её предыдущими релизами. Изначально будущая пластинка должна была быть разделена на три различных по стилистике диска: Groove City, Crunktown и Kingdom of Dance. Исполнительным продюсером дисков Crunktown и Kingdom of Dance выступил Danja. Вместе с ним Сиара записала треки «Work» и «Echo». Над пластинкой под названием Groove City работали Трики Стюарт и Джаспер Кэмерон. Она была записана с целью напомнить поклонникам Сиары предыдущий альбом Ciara: The Evolution. Так, первый сингл «Never Ever» имеет сходство с композицией «Promise» с The Evolution. В начале июня 2008 года вышла песня «Supernatural», которая также должна была войти в этот диск. Треки из Crunk Town схожи с синглом «Goodies» и выдержаны в стиле кранка&B. Песня «High Price» (при участии Лудакриса) изначально должна была стать первым синглом с этого диска. Третий диск, Kingdom of Dance, включал в себя песни в быстром темпе с элементами поп-музыки, хауса и фристайла; одной из таких композиций стал сингл «Love Sex Magic» (при участии Джастина Тимберлейка). В апреле 2009 году в интервью редактору журнала Vibe Сиара рассказала, что после смены менеджмента она отказалась от идеи с тремя дисками.

## Концепция и обложка
Супер Си — это персонаж, о котором люди узнают больше благодаря этому альбому. Это моё альтер эго. Супер Си не сдерживается. Она безусловно агрессивная. Она работает изо всех сил. Она танцует в 10-й степени. Она всё делает в 10-й степени.
Fantasy Ride представляет собой комиксное воплощение Сиары — Супер Си. По словам самой Сиары, Супер Си — это её «внутренняя сила, агрессия». Она представляет собой футуристическое супергеройское воплощение певицы, созданное на основе её роботизированного персонажа из клипа «Go Girl». Рассказывая о персонаже, Сиара говорила: «Супер Си — так зовут моего супергероя. Это тот, кем я являюсь. Это моя внутренняя сила и энергия, позволяющая мне преодолевать любые препятствия и тот, кем я должна быть, для того, чтобы осуществить свои мечты и выжить в этом жестоком мире».
Художник DC Comics Бернард Чанг помог Сиаре воплотить персонажа на обложке альбома. По словам Сиары, над обложкой трудились от девяти месяцев до года, и по этой причине релиз пластинки пришлось перенести с 2008 на 2009 год. 5 апреля её официальный сайт опубликовал новые обложки альбомов (фиолетовая Супер Си для стандартной версии, красная — для подарочного издания). Также было объявлено, что в Северной Америке на обложке альбома будет изображена Сиара в образе супергероя, в то время как международное издание будет содержать обложку с Сиарой, изображённой в обычном человеческом образе на цветном белом фоне.

## Синглы
Первым синглом из альбома стала песня «Go Girl», записанная совместно с T-Pain. 30 сентября состоялась премьера трека на радио. Композиция вошла только в японскую версию пластинки. Сингл занял 78-е место в американском хит-параде Billboard Hot 100, 26-е в R&B-чарте и 88-е в поп-чарте. Несмотря на то, что песня была выпущена как промосингл, она заняла первую строчку в японском хит-параде Billboard Japan Hot 100. Видеоклип на эту песню был снят и выпущен в октябре 2008 года. Композиция «Never Ever», записанная совместно с Young Jeezy, вышла в США 19 января 2009 года как второй сингл и заняла 66-е место в чарте Hot 100. В R&B-чарте трек был более успешен: ему удалось закрепиться на девятом месте, что сделало его одиннадцатым синглом Сиары, попавшим в первую десятку хит-парада. Несмотря на то что песня не была выпущена официальным синглом в других странах, благодаря высоким цифровым продажам она попала в первую сороковку чарта Швеции и первую пятидесятку хит-парада России.
3 марта 2009 года вышла композиция «Love Sex Magic», записанная при участии Джастина Тимберлейка, которая стала третьим синглом с пластинки. Песня заняла десятую строчку в чарте Billboard Hot 100, став восьмым синглом Сиары, возглавившим данный хит-парад. Трек также закрепился на первых строчках чартов Австралии, Ирландии, Новой Зеландии, Швеции. Песня была номинирована на 52-ю премию «Грэмми» в категории «Лучшее совместное вокальное поп-исполнение». Четвёртым синглом в поддержку альбома должна была стать композиция «Like a Surgeon», премьера которой состоялась 15 июня 2009 года на американских радиостанциях, однако официальный релиз сингла был отменён. Тем не менее трек закрепился на 59-й позиции в чарте Hot R&B/Hip-Hop Songs. 23 июня 2009 года вышла композиция «Work», записанная при участии Мисси Эллиотт, которая стала пятым синглом с Fantasy Ride и попала в первую сороковку хит-парада Ирландии и в первую пятидесятку чарта Швеции.
Через неделю после релиза пластинки песня «Ciara to the Stage» попала в американский чарт Bubbling Under Hot 100, заняв в нём шестое место. Трек «Turntables», записанный совместно с Крисом Брауном, занял 80-е место в UK Singles Chart. В песне содержится отрывок из хинди-язычной версии песни «Kehna Hi Kya», написанной А. Р. Рахманом для саундтрека к фильму «Бомбей». Композиция «I’m On», которая вошла в подарочное издание альбома как бонус-трек, заняла 79-е место в канадском хит-параде.

## Промокампания
В сентябре 2008 года в рамках промокампании нового альбома Сиара встретилась с поклонниками в парке аттракционов Джорджии Six Flags Over Georgia и провела автограф-сессию. В тот день аттракцион с американскими горками Goliath был переименован в Fantasy Ride. В целях продвижения пластинки Сиара выступила на фестивале WildJam '08, где помимо прошлых хитов, исполнила новые песни из будущего альбома: «I’m On», «Go Girl», «Ciara to the Stage» и «High Price». В течение ограниченного периода времени в Великобритании и Европе клиенты Foot Locker получили возможность скачать эксклюзивный ремикс на песню «Go Girl» и встретиться с Сиарой лично. В преддверии выхода альбома Сиара объявила, что собирается записать его микстейп-версию. Однако были выпущены всего два трека: «Slow Down», совместно с рэпером 50 Cent и кавер-версия песни Бейонсе «Diva».
23 февраля 2009 года в поддержку грядущего альбома и синглов Сиара приняла участие в программе 106 & Park на телеканале BET, где ответила на выбранные онлайн-вопросы фанатов. 24 февраля того же года Сиара стала специальным гостем шоу рэпера Snoop Dog Dog After Dark на телеканале MTV. 25 апреля в лондонском ночном гей-клубе G-A-Y Сиара исполнила песни «Love Sex Magic», «Never Ever», «Goodies» и «1,2 Step».
6 мая 2009 года Сиара в качестве соведущей приняла участие в программе 106 & Park на телеканале BET, где представила несколько иллюстраций из буклета альбома. 9 мая 2009 года в шоу Saturday Night Live, ведущими которого были Джастин Тимберлейк и Джессика Бил, Сиара исполнила с Тимберлейком специальную версию песни «Love Sex Magic», в которой частично использовался голос Джеймса Брауна, а позже исполнила сольно песню «Never Ever». В поддержку пластинки Сиара выступала в различных телешоу, включая Good Morning America, Live with Regis and Kelly и «Шоу Эллен Дедженерес».

### Турне
В поддержку Fantasy Ride Сиара выступала на разогреве у Бритни Спирс на восьми лондонских концертах её тура The Circus Starring Britney Spears. Шоу состоялись в июне 2009 года на городской арене The O2. 14 августа 2009 года компания Jive Records выпустила пресс-релиз на тот момент ещё предстоящего второго этапа тура Circus Tour, в котором сообщалось, что Сиару заменят исполнительницы лейбла Джордин Спаркс и Кристиния Дебардж. Летом Сиара вместе с Young Jeezy отправилась в шестидневный тур в поддержку альбома Fantasy Ride, получивший название Jay-Z & Ciara Live. Расписание концертов было опубликовано на официальном сайте Сиары. Тур получил положительные отзывы критиков, которые высоко оценили хореографические способности Сиары и то, как она взаимодействует с аудиторией, однако отметили, что певица была немного не сосредоточена.

## Восприятие

### Реакция критиков
| Совокупная оценка     | Совокупная оценка |
| Источник              | Оценка            |
| --------------------- | ----------------- |
| Metacritic            | 60/100            |
| Оценки критиков       |                   |
| Источник              | Оценка            |
| Русскоязычные издания |                   |
| Apelzin               | [ 73 ]            |
| Afisha.uz             | (6/10)            |
| Rolling Stone Russia  | [ 75 ]            |
| Иноязычные издания    |                   |
| Allmusic              | [ 1 ]             |
| Entertainment Weekly  | B                 |
| The Guardian          | [ 77 ]            |
| Los Angeles Times     | [ 78 ]            |
| The New York Times    | (смешанная)       |
| Newsday               | B                 |
| Pitchfork             | 4.4/10            |
| PopMatters            | [ 82 ]            |
| Rolling Stone         | [ 83 ]            |
| Slant                 | [ 84 ]            |
| Yahoo! Music UK       | [ 85 ]            |

Fantasy Ride получил смешанные отзывы критиков. На агрегаторе оценок Metacritic альбом получил 60 баллов из 100. Рецензент BBC Music выразил мнение, что «вспоминая больших поп-исполнителей нулевых, вы вряд ли вспомните незаслуженно забытую Сиару». Описывая музыку альбома, он отметил, что «слушателю будет интересно погрузиться в медлительные клубные мотивы, созданные многогранным и немного причудливым инструменталом». Он также отметил «„бархатный“ вокал подобно Ни-Йо в песне „I Don’t Remember“ и более нежный в „Never Ever“», при этом посчитав, что песня «Like a Surgeon» «со странными сексуально-больничными темами сможет оставить слушателя в недоумении». Подводя итог, рецензент сказал: «Fantasy Ride — это альбом, который должен был вывести Сиару на новый уровень». В Slant альбом также оценили положительно, описав его, как «наиболее гладкую „поездку“ Сиары».
В британской газете The Guardian посчитали, что «несмотря на присутствие исполнителей, с которыми сотрудничала Сиара, она не остаётся незамеченной». «Доказательства того, что её недооценили, можно найти в мерцающе-медлительной „Keep Dancin' On Me“ и „I Don’t Remember“, пропитанной ощущением утреннего тумана в голове, но оставляющей место танцевальному куражу, исходящему из сердца Сиары» — посчитали в издании. В газете также высоко оценили песни «Kiss My Swag», «Pucker Up», «High Price» и «Echo». Также в газете отметили быстрый темп в песнях, который способен «развеселить слушателя». Интернет-портал Digital Spy поставил альбому три балла из пяти, высказав мнение, что «продюсеры Fantasy Ride участвовали в работе над многими R&B-альбомами, но они редко решаются экспериментировать с новыми стилями», при этом не посчитав альбом неудачным. На сайте отметили его «сексуальное звучание», «минорный триумф в песнях „Love Sex Magic“ и „Turntables“, и электронно-раскатистой „Pucker Up“». В целом, интернет-портал посчитал, что альбом всё же сомнителен. В журнале Billboard альбому дали смешанную оценку, посчитав, что «в песне „High Price“, в которой Сиара использует технику оперного вокала и исполняет её совместно с The-Dream, и в композиции „Lover’s Thing“, в которой представлен слабый на вид тенор, Сиара остаётся незамеченной». По мнению журнала, только две песни из альбома выделяют Сиару. К таковым издание отнесло синглы «Work», записанный при участии Мисси Эллиотт, и «Never Ever», записанный совместно с Young Jeezy и содержащий отрывок из песни «If You Don’t Know Me by Now». Роберт Кристгау в своём блоге Consumer Guide назвал альбом провальным ().
Рецензент музыкального журнала Apelzin Руслан Набиев дал диску смешанную оценку. По его мнению, совместный сингл с Джастином Тимберлейком «Love Sex Magic» напоминает о стиле «вездесущего Тимбаленда». Согласно рецензенту, вторая песня с Тимберлейком «G Is for Girl (A-Z)» «куда более интереснее и напоминает стиль ранних Destiny’s Child с неплохим женским рэпом от самой Сиары». В целом, рецензент посчитал, что «новой работой Сиара вряд ли начнет „дышать в спину“ Бейонсе или Рианне, но пара-тройка успешных синглов из альбома должны штурмовать чарты». Смешанную оценку альбом получил и от Дамира Сагдиева, рецензента сайта Afisha.uz. Дамир отметил, что песня «Ciara to the Stage» «спокойно и ненавязчиво объявляет кто же сейчас на сцене в центре внимания, хотя и как-то смахивает на хит „My Love“ от Джастина Тимберлейка». От песни «High Price», по мнению рецензента, «веет нелепостью и дешевизной, и поднять его „высокую“ цену не смог даже Ludacris». «Живой и заряжающий» трек «Turntables» был назван одним из лучших в альбоме. «„Lover’s Thing“ слишком слащав, а весьма энергичный трек „Work“ c Мисси Эллиотт высвобождает клубные корни Сиары» — посчитал автор. Дмитрий Ткач из журнала Rolling Stone Russia негативно отозвался об альбоме. Рецензент посчитал, что третий альбом Сиары «звучит как затихающее эхо золотого века urban». «Список приглашенных вокалистов — Джастин Тимберлейк, Лудакрис, Крис Браун, Мисси Эллиот и T‑Pain — навяз в ушах и без Сиары, при этом музыка предсказуемо отточена и заполирована, мелодии отсутствуют, а аранжировки бесподобны» — посчитал Дмитрий. Также он отметил, что синглы с альбома «вроде глобального хита „Love Sex Magic“ с Тимберлейком и жестко-хлесткого трека „Work“ с Мисси Эллиот — на поверку уступают иным рядовым песням, например, легконогой „Turntables“ и сентиментальной „Never Ever“».

### Коммерческий успех альбома
16 мая 2009 года Fantasy Ride дебютировал под девятым номером в британском хит-параде, став первым альбомом Сиары, попавшим в первую десятку. Через неделю пластинка опустилась до 21-й позиции. В общей сложности диск продержался в чарте пять недель. Он также закрепился на второй строчке в UK R&B Albums Chart.
23 мая 2009 года альбом дебютировал под третьим номером в американском чарте Billboard 200. В первую неделю было продано чуть меньше 81 000 экземпляров диска. Через неделю Fantasy Ride опустился на десятую позицию, проведя в чарте в общей сложности десять недель. Пластинка также закрепилась на второй строчке в хит-параде Billboard Top R&B/Hip-Hop Albums. По состоянию на декабрь 2010 года, в США было продано 195 000 экземпляров диска, что делает его менее успешным по сравнению с предыдущими альбомами Сиары: Goodies (2,7 миллионов экземпляров) и Ciara: The Evolution (1,3 миллионов экземпляров).
В канадском хит-параде Fantasy Ride дебютировал под 22-м номером, покинув чарт на следующей неделе. Альбом попал в первую десятку чартов Аргентины и Ирландии, дебютировав под девятым и десятым номерами соответственно. Пластинка также находилась в первой сороковке хит-парадов Бельгии, Франции и Швейцарии. Диск неделю продержался на 69-й и 77-й строчках итальянского и немецкого чартов соответственно.

## Список композиций
| №   | Название                                              | Автор(ы)                                                                                           | Продюсер(ы)                   | Длительность |
| --- | ----------------------------------------------------- | -------------------------------------------------------------------------------------------------- | ----------------------------- | ------------ |
| 1.  | «Ciara to the Stage»                                  | Сиара, Трики Стюарт, Родни Ричард, Брэндон Боулз, Джаспер Кэмерон                                  | Дон Вито, Трики Стюарт, Блэйд | 3:46         |
| 2.  | «Love Sex Magic» (совместно с Джастином Тимберлейком) | Джастин Тимберлейк, Майк Элизондо, Робин Тэдросс, Джеймс Фонтлерой                                 | The Y's                       | 3:40         |
| 3.  | «High Price» (совместно с Ludacris)                   | Сиара, Стюарт, Териус Нэш, Крис Брайджс                                                            | Стюарт, The-Dream             | 4:03         |
| 4.  | «Turntables» (совместно с Крисом Брауном)             | Сиара, Натаниэль Хиллс, Марселла Араика, Крис Браун, Кэндис Нельсон, Джеймс Вашингтон              | Danja                         | 4:32         |
| 5.  | «Like a Surgeon»                                      | Стюарт, Нэш                                                                                        | Стюарт, The-Dream             | 4:27         |
| 6.  | «Never Ever» (совместно с Young Jeezy)                | Сиара, Джамал Джонс, Элвис Уильямс, Эстер Дин, Джей Дженкинс, Кеннет Гэмбл, Кэри Хилсон, Леон Хафф | Дин, Polow da Don, Уильямс    | 4:33         |
| 7.  | «Lover's Thing» (совместно с The-Dream)               | Нэш, Карлос Маккинни                                                                               | Los da Mysrto                 | 3:28         |
| 8.  | «Work» (совместно с Мисси Эллиотт)                    | Сиара, Хиллс, Араика, Мисси Эллиотт                                                                | Danja, The Incredible Lago    | 4:06         |
| 9.  | «Pucker Up»                                           | Родни Джеркинс, Osinachi Nwaneri, Каленна Харпер                                                   | Darkchild, Nwaneri            | 3:52         |
| 10. | «G Is for Girl (A–Z)»                                 | Сиара, Тимберлейк, Тэдросс, Элизондо, Фаунтлерой                                                   | The Y's                       | 3:37         |
| 11. | «Keep Dancin' on Me»                                  | Стюарт, Нэш                                                                                        | Стюарт, The-Dream             | 3:33         |
| 12. | «Tell Me What Your Name Is»                           | Лукаш Готтвальд, Бенджамин Левин, Р.Джексон                                                        | Dr. Luke, Бенни Бланко        | 3:38         |
| 13. | «I Don't Remember»                                    | Сиара, Джонс, Ни-Йо, Л.Тэйлор, Д.Далтон                                                            | Polow da Don                  | 3:48         |

| №   | Название | Продюсер(ы)               | Длительность |
| --- | -------- | ------------------------- | ------------ |
| 14. | «When I» | Дрэшан «Champ Champ» Смит | 4:04         |

| №   | Название | Автор(ы)                            | Продюсер(ы) | Длительность |
| --- | -------- | ----------------------------------- | ----------- | ------------ |
| 14. | «Echo»   | Дальтон, Араика, Патрик Смит, Сиара | Danja       | 3:38         |

| №   | Название                          | Длительность |
| --- | --------------------------------- | ------------ |
| 14. | «Echo»                            | 3:38         |
| 15. | «Never Ever» (Mike D Radio Remix) | 4:03         |

| №   | Название                        | Автор(ы)                              | Продюсер(ы)     | Длительность |
| --- | ------------------------------- | ------------------------------------- | --------------- | ------------ |
| 14. | «Echo»                          | Дальтон, Араика, Патрик Смит, Сиара   | Danja           | 3:38         |
| 15. | «Go Girl» (совместно с T-Pain)  | T-Pain, Дэвид Бальфур, Кэмерон, Сиара | T-Pain, Кэмерон | 4:30         |
| 16. | «Never Ever» (Mike D Radio Mix) |                                       |                 | 4:03         |

| №                   | Название            | Автор(ы)                          | Продюсер(ы)                  | Длительность |
| ------------------- | ------------------- | --------------------------------- | ---------------------------- | ------------ |
| 14.                 | «Echo»              | Хиллс, Араика, Патрик Смит, Сиара | Danja                        | 3:38         |
| 15.                 | «I'm On»            | А.Д.Бирчетт, А.Д.Бирдчетт, Сиара  | Крис Грэйсон, Хатиб Мухаммад | 3:56         |
| Общая длительность: | Общая длительность: | Общая длительность:               | Общая длительность:          | 58:28        |

| №                   | Название                                 | Автор(ы)                        | Producer(s)         | Длительность |
| ------------------- | ---------------------------------------- | ------------------------------- | ------------------- | ------------ |
| 16.                 | «Go Girl» (совместно с T-Pain)           | T-Pain, Balfour, Кэмерон, Сиара | T-Pain, Cameron     | 4:30         |
| 17.                 | «Never Ever» (Mirk Radio Mix)            |                                 |                     | 5:01         |
| 18.                 | «Love Sex Magic» (Electric Bounce Remix) | The Y's, Сиара                  | Джейсон Невинс      | 3:12         |
| Общая длительность: | Общая длительность:                      | Общая длительность:             | Общая длительность: | 66:49        |

| №   | Название                          | Автор(ы)                      | Продюсер(ы)               | Длительность |
| --- | --------------------------------- | ----------------------------- | ------------------------- | ------------ |
| 16. | «Fit of Love»                     | Сиара, Джош Хаукирк & Т.Дабни | Frankie Storm             | 3:18         |
| 17. | «Never Ever» (Mike D Radio Remix) |                               |                           | 4:03         |
| 18. | «When I»                          | Стэйси Барт                   | Дрэшан «Champ Champ» Смит | 4:03         |

| №   | Название                               | Длительность |
| --- | -------------------------------------- | ------------ |
| 16. | «Never Ever» (Mike D Radio Remix)      | 4:03         |
| 17. | «Закулисные съёмки (запись из студии)» | 6:37         |
| 18. | «Закулисные съёмки (репетиция)»        | 4:18         |
| 19. | «Закулисные съёмки (фотослайды)»       | 6:22         |
| 20. | «О съёмках: Go Girl»                   | 5:54         |
| 21. | «О съёмках: Never Ever»                | 3:53         |
| 22. | «О съёмках: Love Sex Magic»            | 10:37        |

Deluxe edition DVD
DVD с эксклюзивным видео-контентом
i. Закулисные съёмки: Фотослайды, репетиции, записи из студии
ii. О съёмках клипов: Go Girl, Never Ever, Love Sex Magic
ii. Видеоклипы: Go Girl, Never Ever, Love Sex Magic
| №                   | Название                                              | Длительность |
| ------------------- | ----------------------------------------------------- | ------------ |
| 1.                  | «Love Sex Magic» (совместно с Джастином Тимберлейком) | 3:40         |
| 2.                  | «Work» (совместно с Мисси Эллиотт)                    | 4:05         |
| 3.                  | «Work (remix)» (Pokerface club edit)                  | 4:08         |
| 4.                  | «Goodies (remix)» (совместно с T.I. and Jazze Pha)    | 4:21         |
| 5.                  | «1,2 Step» (совместно с Мисси Эллиотт)                | 3:22         |
| 6.                  | «Like a Boy»                                          | 3:56         |
| Общая длительность: | Общая длительность:                                   | 23:42        |

## Участники записи
Данные взяты из буклета альбома Fantasy Ride.

| - Марселла «Mr. Lago» Араика — микширование, дополнительное производство - Крис Атенс — мастеринг - Джим Бинз — вокальная аранжировка - Бенджамин «Benny Blanco» Левин — ударные, клавишные, программирование, продюсер - Дерек Бланкс — фотограф - Брэндон «Blade» Боулз — продюсер - Крис Браун — вокальная аранжировка - Джаспер Кэмерон — вокальная аранжировка, вокальный продюсер - Бернард Чанг — иллюстрирование - Обри Делэйн — помощник - Карлос «Los da Mystro» Маккинни — продюсер - Майк Дональдсон — звукорежиссёр, микширование - Майк Элизондо — инструментовка - Пол Фоли — звукорежиссёр - Йолонда Фредерик — макияж - Сербан Генеа — микширование - Лукаш «Dr. Luke» Готтвальд — гитара, вокальное производство - Татьяна Готтвальд — помощник | - Мэтти Грин — помощник - Мариэль Хэнн — стилист - Кристи Холл — помощник производства - Джон Хейнс — цифровая сводка - Кук Харрелл — вокальный инженер, техник микширования - Родни «Darkchild» Джеркинс — продюсер, микширование, вокальный продюсер - Роб Нокс — инструментовка - Джанкарло Лино — помощник микширования - Карлтон Линн — звукорежиссёр - Андиле Маджози — помощник - Териус «The-Dream» Нэш — автор песен, сопродюсер, вокальная аранжировка - Кэндис Нельсон — автор песен, вокальная аранжировка - Джаред Ньюкомб — помощник - Осиначи Нванери — помощник - Карлос Уанедел — помощник - Дейв Пенсадо — микширование - Марк Питтс — исполнительный продюсер, A&R - Джамал «Polow da Don» Джонс — продюсер | - Рамон Ривас — помощник - Тим Робертс — помощник - Тодд Рубенштейн — помощник - Беки Скотт — координация производства - Келли «Becky 4 Real» Шихан — звукорежиссёр - Ванесса Силберма — координация производства - Гэри «G» Сильвер — координация производства - Спайк Стент — микширование - Кристофер «Tricky» Стюарт — продюсер - Фил Тан — микширование - Фахим «T-Pain» Наджим — продюсер - Брайан «B Luv» Томас — звукорежиссёр - Пэт Тралл — звукорежиссёр - Рэнди Урбанский — помощник микширования - Кортни Уолтер — арт-директор, дизайн - Элвис «Blac Elvis» Уильямс — продюсер - Эмили Райт — звукорежиссёр, вокальное редактирование - Кия Райт — парикмахер - Эндрю Уэппер — помощник микширования |

## Чарты
| Чарт                         | Высшая позиция |
| ---------------------------- | -------------- |
| Аргентина                    | 9              |
| Австрия                      | 58             |
| Бельгия (Фландрия)           | 21             |
| Бельгия (Валлония)           | 36             |
| Великобритания               | 9              |
| Германия                     | 77             |
| Европа                       | 20             |
| Ирландия                     | 10             |
| Италия                       | 69             |
| Канада                       | 22             |
| США                          | 3              |
| США (Top R&B/Hip-Hop Albums) | 2              |
| Франция                      | 34             |
| Швейцария                    | 13             |

| Чарт                         | Высшая позиция |
| ---------------------------- | -------------- |
| Австралия (Urban Albums)     | 44             |
| США                          | 190            |
| США (Top R&B/Hip-Hop Albums) | 51             |

## История релиза
| Регион         | Издание                                          | Дата         | Лейбл            |
| -------------- | ------------------------------------------------ | ------------ | ---------------- |
| Великобритания | Стандартное (цифровая дистрибуция + бонус-треки) | 3 мая 2009   | RCA Records      |
| Великобритания | Стандартное (CD + бонус-треки)                   | 4 мая 2009   | RCA Records      |
| Великобритания | Подарочное (CD + DVD)                            | 5 мая 2009   | RCA Records      |
| США            | Стандартное (CD) Ограниченное (CD + DVD)         | 5 мая 2009   | LaFace Records   |
| Канада         | Стандартное (CD) Ограниченное (CD + DVD)         | 5 мая 2009   | Sony Music       |
| Япония         | Стандартное (CD)                                 | 13 мая 2009  | Sony Music Japan |
| Бразилия       | Стандартное (CD)                                 | 15 мая 2009  | Sony Music       |
| Япония         | Ограниченное (CD + DVD)                          | 27 мая 2009  | Sony Music Japan |
| Германия       | Стандартное (CD) Ограниченное (CD + DVD)         | 5 июня 2009  | Sony Music       |
| Великобритания | The Mini Collection                              | 27 июля 2009 | RCA Records      |